# NGC 4276
NGC 4276 (również PGC 39765 lub UGC 7385) – galaktyka spiralna z poprzeczką (SBc), znajdująca się w gwiazdozbiorze Panny. Odkrył ją Christian Peters w 1881 roku. Należy do Gromady w Pannie.